# Intoxication professionnelle au plomb
Une intoxication au plomb peut être reconnue comme maladie professionnelle en France. Il s'agit d'une des plus anciennes maladies professionnelle connue (voir histoire du saturnisme). Pour la description clinique de la maladie se reporter à l'article suivant :

## Législation en France

### Régime général
| Fiche Maladie professionnelle | Fiche Maladie professionnelle | Fiche Maladie professionnelle |
| Ce tableau définit les critères à prendre en compte pour qu'une intoxication au plomb soit prise en charge au titre de la maladie professionnelle | Ce tableau définit les critères à prendre en compte pour qu'une intoxication au plomb soit prise en charge au titre de la maladie professionnelle | Ce tableau définit les critères à prendre en compte pour qu'une intoxication au plomb soit prise en charge au titre de la maladie professionnelle           |
| Régime Général. Date de création : 27 octobre 1919. | Régime Général. Date de création : 27 octobre 1919.                                                                                               | Régime Général. Date de création : 27 octobre 1919. |
| Tableau N° 1 RG | Tableau N° 1 RG | Tableau N° 1 RG |
| Affections dues au Plomb et à ses composés | Affections dues au Plomb et à ses composés | Affections dues au Plomb et à ses composés |
| --- | --- | --- |
| Désignation des Maladies | Délai de prise en charge | Liste indicative des principaux travaux susceptibles de provoquer ces maladies                                                                              |
| A) Manifestations aigües et subaigües Anémie (hémoglobine sanguine inférieure à 13 g/100 ml chez l'homme, et 12 g/100 ml chez la femme). | 3 mois | Extraction, traitement, préparation, emploi, manipulation du plomb, de ses minerais, de ses alliages, de ses combinaisons et de tout produit en renfermant. |
| Syndrome douloureux abdominal paroxystique apyrétique avec état subocclusif (coliques de plomb) habituellement accompagné d'une crise hypertensive. Encéphalopathie aiguë | 30 jours | Récupération du vieux plomb. |
| Pour toutes les manifestations aiguës et subaigües, l'exposition au plomb doit être caractérisée par une plombémie supérieure à 40 microgrammes par 100 ml de sang et les signes cliniques associés à un taux d'acide delta-aminolévulinique urinaire supérieur à 15 milligrammes/g de créatinine ou à un taux de protoporphyrine érythrocytaire sanguine supérieur à 20 microgrammes/g d'hémoglobine et, pour l'anémie, à un taux de ferritine normal ou élevé. | 30 jours | Grattage, brûlage, découpage au chalumeau de matières recouvertes de peintures plombifères                                                                  |
| B) Manifestations chroniques Neuropathies périphériques et/ou syndrome de sclérose latérale amyotrophique ne s'aggravant pas après l'arrêt de l'exposition. Troubles neurologiques organiques à type d'altération des fonctions cognitives, dont l'organicité est confirmée, après exclusion des manifestations chroniques de la maladie alcoolique, par des méthodes objectives. Insuffisance rénale chronique.                                                 | 3 ans | |
| Pour toutes les manifestations chroniques, l'exposition au plomb doit être caractérisée par une plombémie antérieure supérieure à 80 microgrammes/100 ml ou à défaut par des perturbations biologiques spécifiques d'une exposition antérieure au plomb. | 1 an | |
| C) Syndrome biologique associant deux anomalies : - d'une part, atteinte biologique comprenant soit un taux d'acide delta-aminolévulinique supérieur à 15 milligrammes/g de créatinine urinaire, soit un taux de protoporphyrine érythrocytaire supérieur à 20 microgrammes/g d'hémoglobine ; - d'autre part, plombémie supérieure à 80 micro-grammes/100 ml de sang.                                                                                            | 10 ans | |
| Le syndrome biologique doit être confirmé par la répétition des deux examens retenus, pratiqués dans un intervalle rapproché par un laboratoire agréé dans les conditions prévues à l'article 4 du décret n° 88-120 du 1er février 1988 relatif à la protection des travailleurs exposés au plomb métallique et à ses composés | 30 jours | |
| Date de mise à jour : 7 septembre 1991 | | |

### Régime agricole
| Fiche Maladie Professionnelle | Fiche Maladie Professionnelle | Fiche Maladie Professionnelle |
| Ce tableau définit les critères à prendre en compte pour qu'une intoxication au plomb soit prise en charge au titre de la maladie professionnelle | Ce tableau définit les critères à prendre en compte pour qu'une intoxication au plomb soit prise en charge au titre de la maladie professionnelle | Ce tableau définit les critères à prendre en compte pour qu'une intoxication au plomb soit prise en charge au titre de la maladie professionnelle |
| Régime Agricole. Date de création : 18 juin 1955. | Régime Agricole. Date de création : 18 juin 1955.                                                                                                 | Régime Agricole. Date de création : 18 juin 1955. |
| Tableau N° 18 RA | Tableau N° 18 RA | Tableau N° 18 RA |
| Affections dues au plomb et à ses composés | Affections dues au plomb et à ses composés | Affections dues au plomb et à ses composés |
| --- | --- | --- |
| Désignation des Maladies | Délai de prise en charge | Liste indicative des principaux travaux susceptibles de provoquer ces maladies |
| A - Manifestations aiguës et subaiguës : Anémie (hémoglobine sanguine inférieure à 13 g/100 ml chez l'homme et 12 g/100 ml chez la femme). | 3 mois | Travaux comportant l'emploi, la manipulation du plomb ou de tout autre produit en renfermant, notamment : |
| Syndrome douloureux abdominal paroxystique apyrétique avec état subocclusif (coliques de plomb) habituellement accompagné d'une crise hypertensive. | 30 jours | - soudure et étamage à l'aide d'alliage de plomb ; - préparation et application de peintures,vernis, laques, mastics, enduits à base de composés du plomb ; - grattage, brûlage et découpage au chalumeau de matières recouvertes de peintures plombifères. |
| Encéphalopathie aiguë. Pour toutes les manifestations aiguës ou subaiguës, l'exposition au plomb doit être caractérisée par une plombémie supérieure à 40 microgrammes par 100 ml de sang et les signes cliniques associés à un taux d'acide delta aminolévulinique urinaire supérieur à 15 milligrammes/g de créatinine ou à un taux de protoporphyrine érythrocytaire sanguine supérieur à 20 microgrammes/g d'hémoglobine et pour l'anémie à un taux de ferritine normal ou élevé. | 30 jours | |
| B - Manifestations chroniques : Neuropathies périphériques et/ou syndrome de sclérose latérale amyotrophique ne s'aggravant pas après arrêt de l'exposition. | 3 ans | |
| Troubles neurologiques organiques à type d'altération des fonctions cognitives, dont l'organicité est confirmée, après exclusion des manifestations chroniques de la maladie alcoolique, par des méthodes objectives. | 1 an | |
| Insuffisance rénale chronique. | 10 ans | |
| Pour toutes les manifestations chroniques, l'exposition au plomb doit être caractérisée par une plombémie antérieure supérieure à 80 microgrammes par 100 ml ou, à défaut, par des perturbations biologiques spécifiques d'une exposition antérieure au plomb. | | |
| C - Syndrome biologique associant deux anomalies : | 30 jours | |
| - d'une part, atteinte biologique comprenant soit un taux d'acide delta aminolévulinique supérieur à 15 milligrammes/g de créatinine urinaire, soit un taux de protoporphyrine érythrocytaire supérieur à 20 microgramme/g d'hémoglobine ; - d'autre part, plombémie supérieure à 80 microgrammes/ 100 ml de sang. Le syndrome biologique doit être confirmé par la répétition des deux examens retenus, pratiqués dans un intervalle rapproché par un laboratoire agréé dans les conditions prévues à l'article 4 du décret n°88-120 du 1er février 1988 relatif au plomb métallique et à ses composés. | | |
| Date de mise à jour : 21 août 1993 | | |

### Données professionnelles
Le saturnisme aigu touchait autrefois principalement les mineurs et ouvriers de la métallurgie du plomb, ceux qui utilisaient de la vaisselle de plomb, et les ouvriers sertissant au plomb les vitraux. Mais avec l'avènement de la peinture au plomb (peintures anti-rouille), et l'essence plombée, le saturnisme est devenu très courant aux XIXe siècle et XXe siècle. C'est une des six premières maladies à avoir été déclarée maladie professionnelle en octobre 1919. Le risque était classique dans l’imprimerie (exposition des linotypistes aux vapeurs dégagées par la fonte des caractères d’imprimerie) et dans la fabrication des accumulateurs au plomb. Il a été souvent méconnu dans l’industrie de récupération des métaux et les chantiers de démolition des bateaux (découpage au chalumeau des tôles recouvertes de peinture au plomb).

### Données médicales
Lorsque l'intoxication est légère, les symptômes permettent rarement de conduire au diagnostic de saturnisme. C’est pourquoi il est nécessaire d’évaluer l’exposition dans les situations à risque par dosages dans l’atmosphère et suivi biologique des travailleurs notamment par le dosage de la plombémie.
Avec l'augmentation du taux de plomb dans l'organisme, les symptômes suivants apparaissent : 
- Nausées, vomissements, diarrhées/constipation, maux de tête, avec fréquente perte d'appétit et de poids ;
- Apparition d'un goût métallique dans la cavité buccale, éventuellement suivi dans les cas d'intoxication forte d'apparition d'un liseré grisâtre ou  bleuâtre sur les gencives, dit "«liseré de Burton »" (très rare chez le jeune enfant, plus fréquent chez l'adulte gravement intoxiqué).
- Douleurs abdominales (dites « coliques de plomb ») ;
- Troubles neurologiques, avec réduction des capacités cognitives surtout chez l’enfant (difficulté de concentration, trouble de la mémoire), fatigue et comportement léthargique ou au contraire hyperactivité ;
- Irritabilité ; c'est un symptôme qui a d'abord été constaté en milieu scolaire chez les enfants des régions ou familles exposées. Mais certains auteurs estiment qu'il a été sous-estimé chez l'adulte.
- Insomnie ;
- Retard de développement mental chez l'enfant, avec séquelles irréversibles si l'intoxication a concerné l'embryon, le fœtus ou le jeune enfant ;
- Troubles psychomoteurs : Le plomb affecte les systèmes nerveux central et périphérique, d'abord de manière totalement indolore. Un des premiers signes d'atteinte périphérique (neuropathie chronique) étant une faiblesse des muscles extenseurs de la main (qui apparaît après quelques semaines d'exposition). Si l'exposition perdure ou est élevée, des douleurs articulaires apparaissent, puis une Paralysie éventuelle des membres ;
- Anémie
- Dysfonctionnement des reins ;
- Hypertension artérielle ;
- Stérilité masculine ;
- Perte auditive ;
- Hyperuricémie (accumulation d'acide urique à la suite d'une excrétion insuffisante dans l'urine);
- Cancers (induit par certaines formes chimiques du plomb);
- Coma puis mort, généralement provoquée par une encéphalite.

### Prévention
Réduire les risques de saturnisme nécessite des actions à la fois individuelles et collectives, incluant un contrôle des sources de pollutions et une évaluation de tous les risques d’exposition.
L’absorption peut se faire par inhalation de vapeurs lorsque le métal est porté à une température suffisante pour être vaporisé. Notons que la soudure à l’étain (métal d’apport constitué d’un alliage de plomb et d’étain), souvent utilisée dans l’industrie électronique, n’expose pas à ce risque puisque la température de fusion de l’alliage est inférieure à la température de fusion du plomb. 
Le plomb peut aussi être absorbé par voie digestive en l'absence de précautions d'hygiène élémentaires. C'est pour cette raison qu'il est interdit de boire, manger ou fumer dans des locaux professionnels où l'on manipule du plomb.
Actuellement le risque professionnel est théoriquement bien maîtrisé dans l’industrie surtout depuis l'interdiction du plomb dans les peintures et l'essence dans de nombreux pays mais beaucoup moins dans les expositions occasionnelles dans les activités artisanales.
Des cas graves de saturnisme liés à une à une pollution environnementale persistent dans la plupart des grandes villes (habitat ancien où les enfants sont exposés aux peintures contenant du plomb) et les régions industrielles (usine Métaleurop). Il existe également un saturnisme hydrique lié à la contamination de l’eau potable par de vieilles canalisation au plomb (rôle de l’acidité de l’eau).

### Sources spécifiques
- (fr) Tableau N° 1 des maladies professionnelles du régime Général

- (fr) Tableau N° 18 des maladies professionnelles du régime Agricole

### Sources générales
- (fr) Tableaux du régime Général sur le site de l’AIMT
- (fr) Guide des maladies professionnelles sur le site de l’INRS